# 大衛·T·C·戴維斯
（1970年6月27日—），英國保守黨籍政治人物，曾在2005年至2024年間擔任蒙茅斯選區英國下議院議員。他出生在倫敦。